# 松田亜希
松田 亜希（まつだ あき、1985年9月24日 - ）は、日本のフリーアナウンサー。石川県金沢市出身。

## 人物
石川県立金沢桜丘高等学校を経て富山大学卒業後、2008年チューリップテレビに契約アナウンサーとして入社。
チューリップテレビでは主に情報番組を担当し、2010年度は鎌田香奈の代役という形ながら地上デジタル放送推進大使も務めた。しかし2011年3月10日に契約満了で退社し帰郷、NHK金沢放送局に契約キャスターとして入局した。入れ替わりにNHK横浜放送局へ転籍した元キャスターの安井千紘に代わり夕方のニュース番組『かがのとイブニング』を担当していた。2014年3月17日をもって、契約キャスターを卒業した。
その後の結婚・出産等に伴う本格的なフリー転向後の2017年から2019年に北陸朝日放送やケーブルテレビ富山のレポーターなどを務めた後、2020年度から、フリーの立場で古巣のチューリップテレビにてチューリップテレビNEWS等を担当（週2回程度出演、契約満了に伴い2021年度まで）。以後は引き続き地元石川県でそのまま活動している。

## NHK金沢放送局時代の担当番組
- かがのとイブニング（サブキャスター、2011年4月 - 2014年3月）

## チューリップテレビ時代の担当番組
- チューリップワイド THE NEWS（@スポ天 THE NEWS担当）
- プレなび!
- シネキン
- チューリップテレビ ニュース6（スポーツコーナー担当）
- ミタイノコレクション